# ヨー・ティオンレイ
ヨー・ティオンレイ（英語：Tan Sri Dato' Seri Dr. Yeoh Tiong Lay、中国語：楊 忠禮、1929年12月18日 - 2017年10月18日）は、マレーシアの実業家。
建設、公共事業、ホテル、不動産開発、テクノロジーを手がけるマレーシア最大の複合企業、YTLコーポレーションを創業した。YTLは主にマレーシアを基盤としているが、アジア、オーストラリア、イギリスにもビジネスを拡大している。イギリスでは、水道の公共事業を行っているウェセックス・ウォーターを保有している。YTLコーポレーションは、30億米ドル以上を現金で保有している。

## 来歴
福建省金門島（現在の台湾）系の華人3世として生まれる。ティオンレイは、マレーシア・セランゴール州クランの興華中学で中等教育を修めた。

## 職歴
彼は、マレーシアでもっとも豊かな富豪の一人であり、彼の家族は2015年5月の時点で、28億米ドルの純資産を保有していると見積もられている。

## 栄典
彼は、マレーシア-日本間の関係構築に尽力したことにより、2008年1月19日、日本の天皇から旭日中綬章を授与された。
彼は現在、サバ州コタキナバルにあるマレーシア大学サバ校の副総長(Pro-Chancellor)を、サバ州首相のムーサ・アマン (Datuk Seri Panglima Musa Hj. Aman)とともに務めている。

## 私生活
彼はフランシス・ヨーの父親であるが、フランシスは7人の兄弟姉妹の長兄であり、全ての兄弟姉妹たちがファミリー・ビジネスに関与している。2017年10月18日、家族に見守られながら亡くなった。尚、長男のフランシスは福音派のクリスチャンとなっている。